# Instytut Polsko-Radziecki
Instytut Polsko-Radziecki – instytucja istniejąca w Warszawie w latach 1952–1959. Dyrektorem w latach 1952–1957 był Zygmunt Młynarski. 

## Historia i działalność
Placówkę otwarto 31 stycznia 1952. Instytut miał na celu pomagać w wychowaniu kadr wykładowców, pogłębiać znajomość literatury rosyjskiej, ukraińskiej i białoruskiej. Innym celem było organizowanie odczytów polskich i radzieckich naukowców. Zajmował się także informacjami o życiu kulturalnym narodów ZSRR oraz zbieraniem materiałów w celu utworzenia muzeum polsko-radzieckiego. Organem placówki było pismo "Kwartalnik Instytutu Polsko-Radzieckiego" (1952–1956, redaktor Samuel Fiszman). Zygmunt Młynarski kierował w instytucie Pracownią Prasoznawstwa, Ludwik Bazylow kierował Pracownią Historii, zaś Samuel Fiszman Pracownią Literatury Rosyjskiej. W tej ostatniej dwa lata pracował Andrzej Drawicz. Po likwidacji budynek instytutu przy ul. Foksal w Warszawie i jego zasób biblioteczny przekazano Rosyjskiemu Instytutowi Kultury przy Ambasadzie ZSRR w Polsce. 